# Algámitas (kommunhuvudort)
Algámitas är en kommunhuvudort i Spanien.   Den ligger i provinsen Provincia de Sevilla och regionen Andalusien, i den södra delen av landet, 400 km söder om huvudstaden Madrid. Algámitas ligger 421 meter över havet och antalet invånare är 1 335.
Terrängen runt Algámitas är huvudsakligen lite kuperad. Algámitas ligger nere i en dal. Runt Algámitas är det glesbefolkat, med 13 invånare per kvadratkilometer. Närmaste större samhälle är El Saucejo, 7,8 km nordost om Algámitas. Trakten runt Algámitas består till största delen av jordbruksmark.